# 葉輪

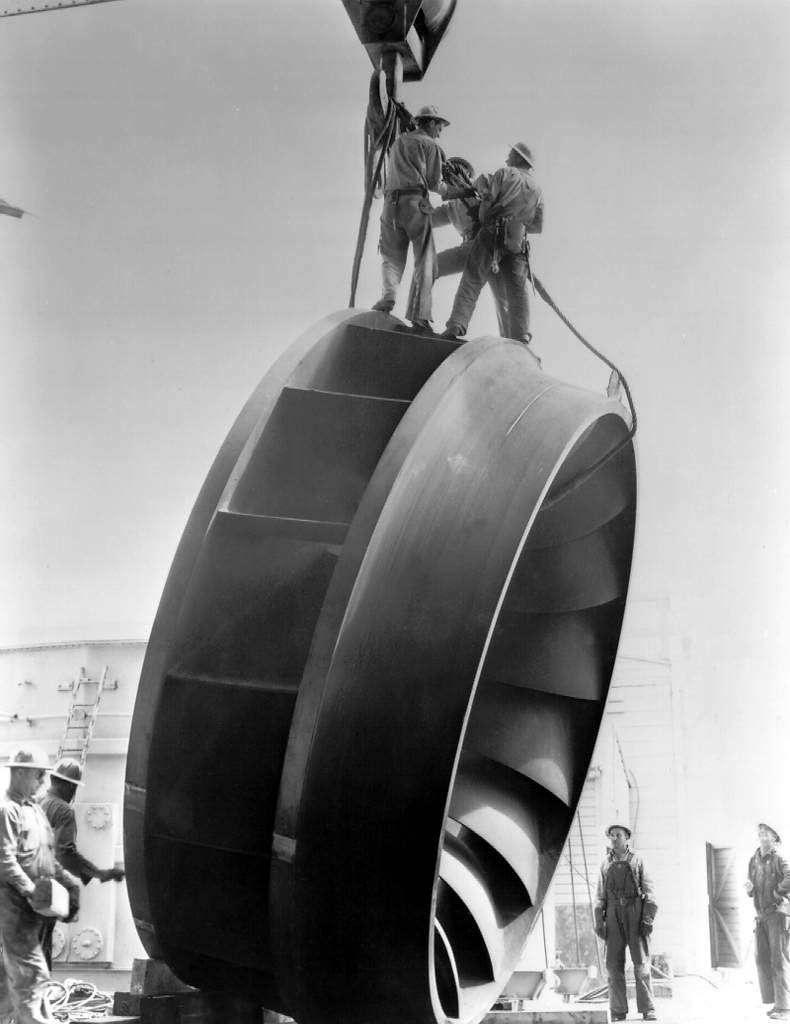
水坝涡轮发电机的叶轮

葉輪是一種用來增加流體壓力和流量的旋轉裝置。與此相反的裝置是渦輪，渦輪被用來從穿過它的流體中汲取動能。

## 引用來源
1. ↑  "impeller, n.". OED Online. March 2013. Oxford University Press. 20 March 2013 .